# Реституция
Реститу́ция, от лат. restitutio «восстановление, отозвание; возвращение прежних прав и преимуществ». 
Термин реституция (переводимый как воздаяние) встречается в философии Фомы Аквинского и определяется как «акт направленной справедливости» (actus iustitiae commutativae).
1. В международном праве — форма материального возмещения ущерба в результате неправомерного международного акта путём восстановления состояния, существовавшего до его совершения. Может осуществляться различными способами.
2. В гражданском праве — последствие недействительности сделки, заключающееся в возврате сторонами всего полученного по сделке. При невозможности вернуть товарные ценности в натуральном виде возвращается их стоимость в денежном выражении.

## Реституция национализированного имущества
Вопросы о реституции в XX—XXI веках ставились в разных странах.

### Реституция собственности, национализированной советской властью (1920-е годы)
В 1917—1918 годах советская власть национализировала множество предприятий, принадлежащих частным лицам, в том числе иностранцам, а также отказалась платить по долгам царского и Временного правительств. Тем не менее, в советской России процесс реституции бывшим владельцам начался в 1918 году — ещё до завершения национализации.
Реституция в 1918—1920 годах (в период Гражданской войны) происходила следующим категориям собственников:
- Подданным Германии, чья собственность была национализирована. На основании финансового соглашения, заключённого весной 1918 года, советская Россия должна была выплатить им финансовое возмещение и предоставляла ряд концессий в качестве обеспечения этих выплат;
- Латвийским гражданам, чьи предприятия были эвакуированы в глубь России в 1914—1917 годах в связи с Первой мировой войной получили право вернуть их на родину (основание — мирный договор с Латвией 1920 года).

Следующий этап реституции начался в 1921 году и был связан с НЭПом. 23 ноября 1920 года был принят «Декрет об общих экономических и юридических условиях концессий». Он разрешал частным компаниям (в том числе бывшим иностранным собственникам) брать в России концессии. Первая иностранная концессия носила реституционный характер: в июле 1921 года было заключено соглашение с датской компанией «Большое северное телеграфное общество» (действовала на территории Российской империи с 1869 года), которое предусматривало обязательство Советского правительства покрыть 6 млн франков (в основном это был
дореволюционный долг русских правительств Обществу). По сути реституционными были намеченные выплаты по концессионному договору от 9 сентября 1922 года, заключённому между Леонидом Красиным и британским собственником Лесли Урквартом (группа Уркварта претендовала на компенсацию за национализированное имущество в России в размере 56 млн фунтов стерлингов). Впрочем, советское правительство не утвердило этот договор с Урквартом.
Тем не менее реституционные требования были учтены советской властью в некоторых концессиях:
- В договорах 1923 года с лесными обществами «Руссанглолес», «Руссголландолес» и «Русснорвеголес» вопрос о реституции был прописан открыто — фирмы отказались от всех прав собственности в России, получив взамен компенсацию в размере от 20 до 40 % стоимость их национализированного имущества. Причем эту компенсацию они должны были вложить в оплату их участия в смешанном акционерном обществе, а советская власть предоставила им участки для заготовки леса и лесопильные заводы. Фирмы вложили к 1926 году в дело более 15 млн рублей и обеспечивали 25 % всего северного лесного экспорта. Вскоре мировые цены на лес снизились, а советское государство продолжало брать фиксированные платежи. Лесные предприятия не исполнили свои обязательства по концессионным договорам (не построили лесовозные дороги и предприятия глубокой переработки древесины). В 1928—1929 годах предприятия были досрочно выкуплены государственным трестом «Северолес»;;
- В скрытом виде реституционные требования были прописаны в ряде концессионных договоров. Например, при расчёте платежей, требуемых Главконцесскомом от фирмы Гарримана, имелось в виду, что эта компания должна будет делать платежи также бывшим собственникам.

Реституции добивались бывшие иностранные собственники национализированных предприятий. В ноябре 1920 года начались переговоры с двумя английскими нефтяными группами о сдаче им в концессии бакинских и грозненских нефтяных промыслов. Бывшие акционеры потребовали компенсации и выразили такую позицию:

Предлагаемые концессии отвергают права собственников. Это предложение заключается в том, чтобы британские нефтяные круги купили добро уворованное — даже не русских, а главным образом британских подданных
Иностранные фирмы желали получить в концессию либо те нефтяные промыслы, которые им раньше принадлежали, или совершенно свободные участки, не принадлежавшие никакой фирме (но не те, что раньше были собственностью другой компании).
Гаагская конференция 20 июля 1922 года приняла резолюцию:

«Конференция обращает внимание всех представленных здесь правительств на желательность того, чтобы все правительства не поддерживали своих подданных в их попытках приобрести в России имущество, ранее принадлежавшее иностранным подданным и конфискованное после 1 ноября 1917 г.»
В Великобритании, Франции и Бельгии были созданы объединения бывших владельцев национализированной собственности, которые следили за выполнением резолюции Гаагской конференции от 20 июля 1922 года.
В 1922 году 18 нефтепромышленных обществ заключили «Договор о блокаде русской нефти», обязавшись не брать в концессию нефтепромыслы, которые до революции принадлежали кому-либо из них или государству.

### Реституция после Второй мировой войны
После окончания Второй мировой войны был поставлен вопрос о реституции собственности, принадлежавшей жертвам нацистов.
- так, действовавшая в США общественная организация American Federation of Jews from Central Europe поставила вопрос о реституции еврейской собственности, а в мае 1947 года была создана специальная организация Jewish Restitution Successor Organization.

В 1946 году США, Великобритания и Франция создали трёхстороннюю комиссию по вопросам реституции золота, реквизированного Третьим рейхом в период Второй мировой войны в оккупированных государствах Европы (Tripartite Commission for the Restitution of Monetary Gold).
В 1948 году была создана международная организация United Restitution Organization, задачей которой было оказание помощи и реституция собственности жертв преследований нацистов.
В 1951 году начала деятельность организация Клеймс Конференс, задачей которой было решение вопросов о реституции еврейской собственности и выплате компенсаций жертвам нацизма еврейской национальности.

### Реституция в посткоммунистических и коммунистических государствах

#### Постсоциалистические страны Центральной и Восточной Европы
В 1990-е годы в Прибалтике (Литва, Латвия, Эстония) и ряде стран Восточной Европы (Чехия, Болгария, Венгрия, Румыния) были приняты законы о реституции национализированного в 1940-е годы имущества. В соответствии с ними бывшие собственники или их наследники вправе претендовать на передачу им государством в собственность объектов недвижимости. Отношение к этим законам в обществе неоднозначно.
- В Литве основные принципы реституции введены двумя законами: «О процедуре и условиях восстановления прав собственности на существующую недвижимость» и «О земельной реформе».
- В Латвии основные принципы реституции введены тремя законами: «О денационализации домовладений в Латвийской Республике», «О земельной реформе в городах Латвийской Республики» и «О возврате собственности религиозным организациям». Недвижимость была возвращена в 60 % случаев, по 10 % заявлений были выплачены компенсации компенсационными сертификатами или аналогичной равноценной недвижимостью. В Латвии в денационализированных жилых домах проживало 220 тысяч человек, которые не только лишились права на приватизацию своих квартир, но и права на жильё, попав под принудительное выселение без предоставления другого жилого помещения[10]. Конфликтным вопросом остаётся передача собственности евреев, убитых во время Холокоста, еврейским общественным организациям, которая так и не проведена[11][12][13][14]. Это требование поддерживают Израиль[15] и США[16][17][18].
- В Польше законопроект о реституции был подготовлен к 2001 году, но президент наложил на него вето, и взыскание собственности производится в судебном порядке. Только за десять лет государство выплатило по 734 искам бывших собственников и их наследников около 962 млн злотых[19]. Что касается национализированной собственности религиозных организаций, то для её возврата уже в 1989 году были созданы специальные комиссии[20]. По некоторым оценкам, на начало 2010-х годов польская католическая церковь вернула около 69 % своего национализированного имущества[20].
- В Чехии в июле 2012 года принят закон о реституции всем религиозным организациям имущества, отобранного у них после 1918 года[21]. Предполагается, что возвращено будет имущества на 3 млрд евро (в том числе 2,5 тыс. зданий, 175 тыс. га лесов и 25 тыс. га земли)[21]. Также государство выплатит в счёт невозвращаемого имущества конфессиям 2,5 млрд евро[20]. Однако при этом к 2030 году будет прекращено государственное финансирование деятельности религиозных организаций[20]. Парламент Чехии попытался изъять у религиозных организаций часть выплаченной им компенсации, обложив её налогом. Однако Конституционный суд Чехии в 2019 году признал этот налог противоречащим Конституции Чехии и отменил его[22].
- В Сербии закон о реституции и компенсации был принят 27 сентября 2011 года как одно из предварительных условий перед вступлением Сербии в состав Евросоюза[23][24] и вступил в силу 6 октября 2011 года. Рассмотрение исков о реституции имущества, национализированного после 9 марта 1945 года[25], было прекращено за истечением сроков давности 3 марта 2014 года[26].

#### Россия
Распад СССР привёл к тому, что в России возник вопрос о реституции дореволюционным собственникам и их наследникам. В 1992 году Борис Ельцин обратился к эмиграции первой волны, но не принял никакой программы возвращения её собственности в России. Вместе с тем, часть конфискованной дореволюционной недвижимости уцелела. Из существовавших до 1917 года в России 80 тыс. усадеб, к середине 2010-х годов уцелели в том или ином виде (в основном в виде руин) не более 10 — 15 %. Наследникам конфискованной собственности дали понять, что у них нет не только права на возвращение отобранного у их предков имущества, но и даже права на приоритет при его выкупе.
В середине 1990-х годов началась распродажа государством части дореволюционной собственности. Правовой основой стал указ Бориса Ельцина 1991 года, который разрешил приватизацию памятников истории и культуры местного значения. Продажа памятников истории и культуры в частные руки началась год спустя и продолжалась до 2002 года, когда федеральным законом был введён временный запрет на такие сделки. С 1 января 2006 года этот запрет был отменён: любой желающий получил право приобрести и памятник истории и культуры местного значения. Случаи выкупа усадеб наследниками дореволюционных владельцев были единичными (например, потомок Александра Суворова выкупил усадьбу Воронино). Гораздо чаще дореволюционные усадьбы выкупали бизнесмены.

#### Вьетнам
Во Вьетнаме „Закон о предприятии“ 1999 года предусматривал возврат бывшим собственникам их предприятий, которые были незаконно конфискованы и огосударствлены.

### Нереализованные предложения по реституции в посткоммунистических странах

#### Никарагуа
В 1992 году США остановили оказание экономической помощи Никарагуа (начатое после прихода к власти проамериканского правительства В. Чаморро в 1990 году) и потребовали от правительства В. Чаморро „возвратить никарагуанским и американским владельцам“ собственность, национализированную после победы Сандинистской революции в период с 1979 по 1990 год.

#### Куба
До настоящего времени граждане США и кубинские эмигранты в США ставят вопрос о реституции собственности, национализированной после победы Кубинской революции в 1959 году. Принятый в 1996 году закон Хелмса-Бертона предоставляет гражданам США и компаниям США право преследовать в судебном порядке лиц, использующих американскую собственность, национализированную после Кубинской революции, в порядке реституции и на основании судебного решения, принятого судом США.

#### Украина
В Украине представителями еврейской общины неоднократно поднимался вопрос о реституции собственности, принадлежавшей евреям в период до 1917 года. 1 июля 1993 г. был составлен меморандум-соглашение между ВЕРО и представителями еврейских организаций и общин Украины о совместных действиях по вопросу реституции, в начале 1994 г. ВЕРО и Ассоциация еврейских организаций и общин Украины подписали договор о совместной деятельности по описанию и возвращению еврейской общинной собственности. Вопрос сохраняет актуальность и в 2014 году, реституция еврейской собственности рассматривается как желаемое (со стороны еврейского народа) условие евроинтеграции Украины. Однако юрист-международник юридической компании „ОМП“ Роберт Хорольский напомнил, что „согласно одному из двух главных документов ЕС, права на собственность выведены за рамки компетенции Евросоюза“. Кроме того, вопрос о реституции собственности поднимали Украинская греко-католическая церковь и крымскотатарские организации.

## Реституция перемещённых культурных ценностей
Одним из видов реституции является возвращение имущества, неправомерно захваченного и вывезенного одним из воюющих государств с территории другого государства, являющегося его военным противником. В случае невозможности возвратить всё неправомерно изъятое имущество допускается передача по договорённости такого же имущества или приблизительно равноценного вывезенному имуществу (субституция, или компенсаторная реституция).
Компенсаторная реституция — вид материальной международно-правовой ответственности государства-агрессора, применяемой в случаях, если осуществление ответственности данного государства в форме обычной реституции невозможно, и заключающейся в обязанности данного государства компенсировать причинённый другому государству материальный ущерб путём передачи потерпевшему государству (или путём изъятия потерпевшим государством в свою пользу) предметов того же рода, что и разграбленные и незаконно вывезенные государством-агрессором с территории потерпевшего государства.
Любые сделки в отношении неправомерно изъятого имущества, передача и вывоз его в третьи страны считаются недействительными, а само имущество подлежит возвращению государству, в чьём владении оно находилось до совершения международного правонарушения.
Международно-правовые акты, принятые в период и после окончания Второй мировой войны 1939—45, предусматривали возвращение в порядке реституции государствам, подвергшимся нападению и оккупации со стороны гитлеровской Германии и её союзников, огромных материальных ценностей, захваченных и незаконно вывезенных с временно оккупированных территорий. Вопрос о реституции ставился в 1947 в мирных договорах СССР с Финляндией, Италией, Венгрией, Румынией и Болгарией.
В конце XX века началось обсуждение вопроса о реституции в отношении ценностей, вывезенных СССР из побеждённой Германии в качестве трофеев и не оформленных как собственность советского государства в соответствии с нормами международного права. Мнения экспертов и политиков по поводу возможности возврата этих ценностей Германии разделились.